# 히틀러 일기

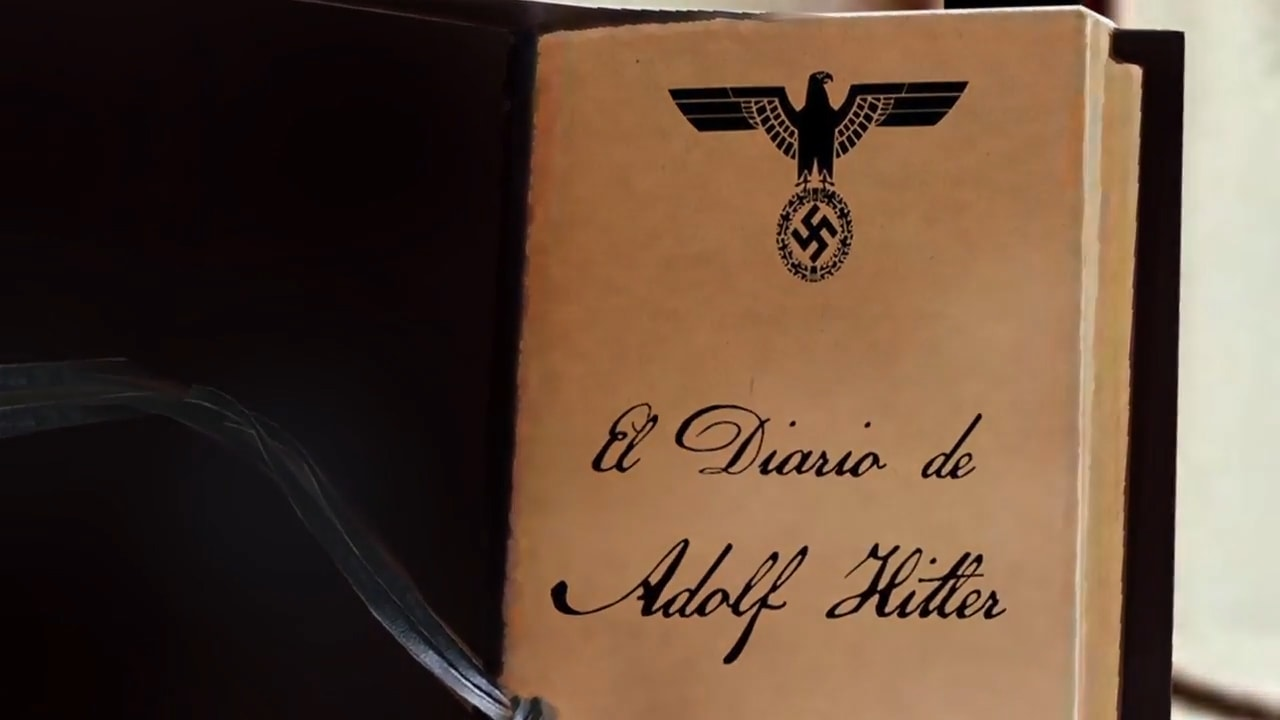

히틀러 일기(독일어: Hitler-Tagebücher)는 동독의 사기꾼 콘라드 쿠야우(Konrad Kujau)가 1981년과 1983년 사이 위조한 62권 분량의 일기이다.
군사 관련 골동품을 취급한 쿠야우는 제3제국의 유물을 위조해 팔았다. 그는 히틀러의 필체를 따라해서 히틀러의 일기를 위조해냈다. 쿠야우는 자신이 군사사 학자인 피셔 박사라며 슈테른 기자인 게르트 하이데만(Gerd Heidemann)에게 접근했다. 쿠야우는 "히틀러의 비밀일기가 있는 곳을 알고 있다"며 "동독에 있는 이 일기를 서쪽으로 빼돌릴 수 있다"고 말해 슈테른한테서 약 900만 마르크를 뜯어냈다. 영국 선데이 타임스는 일기의 독점 연재권을 40만 달러에 샀다.
1983년 4월 25일 월요일, 함부르크에서 전 세계에서 온 200명이 넘는 기자들 앞에서 슈테른 편집장은 "일기의 한 자 한자를 히틀러가 썼다고 100% 확신"한다며 히틀러 일기를 공개했다. 게르트 하이데만 기자는 ‘피셔 박사’라는 사람을 통해 동독에서 일기를 입수했으며, 이는 1945년 드레스덴 근처에서 일어난 비행기 추락사고 현장에서 건져낸 것이라고 주장했다. 전문가들은 일기의 진위성을 곧바로 의심하기 시작했고 얼마 지나지 않아 사기임이 들어났다.

## 배경
콘라드 쿠야우는 1938년 나치 독일에서 태어났다. 어린 시절 열정적인 나치즘의 신봉자였던 그는 성인이 되고 좀도둑으로 살았다. 마이크로폰을 훔치다 동독에서 수배된 그는 서독으로 도망갔다. 서독에서 위조를 시작한 그는 곧 적발되어 수감되었다. 1970년대 석방되고 동독의 친척들을 방문하던 쿠야우는 동독 주민들이 다량의 제3제국 골동품을 가지고 있는 것을 발견했다. 공산주의 정권에서 소지와 거래가 금지된 이 유물들을 서독으로 밀수하면 큰 돈을 벌 수 있다는 것을 깨달은 그는 곧바로 서독의 수집가들에게 동독산 골동품을 팔기 시작했다.
서독에는 전직 나치, 네오나치를 포함해 제3제국에 관심이 많은 이들이 적지 않았다. 쿠야우는 이들에게 진품과 위조품 모두 팔았다. 그가 즐겨 쓴 수법은 평범한 골동품에 고위 나치 인사가 가지고 있었다는 문서를 위조해 같이 파는 것이었다. 그는 곧 수집가들과 친밀해졌고 기자인 게르트 하이데만을 만난다. 하이데만은 1931년에 태어나 어린 시절 히틀러 청소년단에서 활동했다. 제3제국에 관심이 많았던 그는 전직 나치 인사들과 친구가 되었고 헤르만 괴링의 딸 에다 괴링(Edda Göring)의 남자친구였다.

## 전개
쿠야우는 수집가들 사이에서 히틀러 일기에 대한 루머가 떠돈다는 것을 알았다. 증거는 없지만 루머에 따르면 베를린 공방전에서 히틀러는 자신의 일기를 항공기에 실어 안전한 곳으로 옮기려 했지만, 체코슬로바키아 인근에서 항공기가 격추되면서 일기장도 같이 사라졌다. 쿠야우는 히틀러의 필체를 따라 쓰는 연습을 하고 일기장 한권을 위조해 하이데만에게 보여줬다. 평범한 SS 리본을 달고, 차를 뭍인 조잡한 위조품이었지만 하이데만은 완전히 속아 넘어갔다. 그는 자신이 일하던 슈테른에 연락해 협상에 필요한 거액의 자금을 약속받는다.
협상에서 쿠야우는 동독에 있는 나머지 일기장을 서독에 가져오려면 거액의 뇌물이 필요하다고 거짓말 했다. 하이데만도 쿠야우가 요구한 자금을 부풀려 잡지사에 보고하고 나머지 돈을 횡령함으로써 자기 나름대로 사기를 쳤다. 슈테른은 일기가 진품이라 확신하고 선데이 타임스, 뉴스위크 등 세계 각지의 언론사에 자국에서 독점 보도할 권리를 판매했다. 저명한 역사학자 휴 트레버-로퍼는 '벙커에서 살아남은 진실'이라는 기사를 선데이 타임스에 기고했다. 그는 슈테른이 스위스 은행 금고에 보관하던 일기를 직접 읽고서 "진짜라고 확신"한다고 썼다.
1983년 4월 25일 일기가 공개되자마자 일기의 진위성에 대한 비판이 쏟아졌다. 가장 많이 지적된 문제점은 역사적 사실들과 일기의 내용이 일치하지 않고 필체가 일관성이 없다는 것이었다. 법의학 검사에서 잉크가 2년밖에 되지 않았다는 사실도 드러났다.
슈테른은 독일인 역사학자 중 단 한명에게도 공개 전에 일기를 보여주지 않았다. 잡지측은 이 일기의 진위를 가리기 위해 대신 영국 옥스퍼드 대학교 필적 감정단에게 조사를 의뢰했고, 감정단도 진품이라는 판단을 냈다. 이들이 감쪽같이 속아 넘어간 데는 쿠야우가 히틀러는 물론 다른 나치당 고위층의 서명을 교묘하게 위조했고, 감정단은 일기의 일부분만 볼 수 있었기 때문이다. 슈테른은 감정단에게 일기가 화학 검사를 통과했다고 말함으로써 이들의 잘못된 판단을 하는데 일조했다.
하이데만은 필적 감정사들에게 실수로 비교 대상으로 히틀러의 필적 자료 대신 쿠야우의 위조 필적을 주는 믿기 힘든 실수를 저질러서, 감정사들이 쿠야우의 필적들을 서로 비교하고 두 필적이 일치한다고 판단하게 만들었다. 1945년 사망했지만 당시 실종 상태였던 마르틴 보어만과 자신이 연락을 하고 있다고 믿을 만큼 제3제국에 집착한 하이데만은 확증 편향에 빠져 제대로 된 검증을 하지 않았다. 트레버-로퍼의 감정도 정확하지 않았다. 그는 기사에 쓴 것과 달리 일기를 읽지 않고 외관만 본 후 슈테른의 주장을 무비판적으로 받아들였다. 결국 그는 4월 25일 슈테른 사옥에서 있던 기자회견에서 자신의 주장을 철회함으로써 모두를 충격에 빠트렸지만 자신의 평판이 무너지는 것은 막지 못했다.

## 후폭풍
슈테른은 일기 공개 일주일만에 결국 정정 보도를 내며 희대의 사기 사건은 막을 내렸다. 일기가 가짜라는 사실이 밝혀지자 슈테른은 엄청난 위기를 맞았고 결국 경쟁사 슈피겔에 밀려 시사주간지 시장에서 2위로 전락했고 후발주자인 포쿠스에게도 밀려 지지부진해졌다. 가짜 일기 소동으로 여러명의 기자와 편집자, 역사학자들이 일자리를 잃었다.
5월 콘라드 쿠야우가 경찰에 붙잡혔다. 그는 "나는 하이데만에게 히틀러일기를 전해준다고만 했지 그 일기가 가짜인지 진짜인지는 하이데만도 물어보지 않았다"고 변명했다. 사기죄로 기소된 쿠야우와 하이데만은 10개월 간의 재판 끝에 쿠야우는 4년 6개월형을, 하이데만은 4년 8개월 형을 선고받았다. 쿠야우의 여자친구는 사기를 도운 혐의로 8개월 형을 받았다. 슈테른이 지출한 320만 달러 중 거의 160만 달러에 달하는 돈이 재판 끝까지 발견되지 못했다. 판사는 하이데만이 대부분의 돈을 가지고 있다고 의심했지만 증거가 부족해 횡령 부문에서는 무죄를 받았다. 재판 과정에서 일기의 일부분이 낭독 되었는데 "전보를 보내러 우체국에 갔다"는 부분에서 방청객들이 웃음을 터뜨리기도 했다.
사기죄로 수감된 쿠야우는 석방된 후 사기 사건으로 얻은 명성을 바탕으로, 명화를 모작하고 자기 이름으로 서명함으로써 재기에 성공했다. 쿠야우는 2000년 사망했고, 가짜 일기는 2004년 경매에서 7700달러에 팔렸다.